# Astyanax abramis
Astyanax abramis és una espècie de peix de la família dels caràcids i de l'ordre dels caraciformes.

## Morfologia
Els mascles poden assolir 11,3 cm de llargària total.

## Hàbitat
Viu a àrees de clima subtropical (23 °C - 26 °C).

## Distribució geogràfica
Es troba a Sud-amèrica: conques dels rius Amazones i del de la Plata.